# Handia
Pour plus de détails, voir Fiche technique et Distribution.
Handia (Le grand, en basque) est un film basque réalisé par Jon Garaño et Aitor Arregi (es) et sorti en 2017. Handia a attiré plus de 100 000 spectateurs, devenant ainsi le film en langue basque le plus vu de l'histoire du cinéma.
Le film figure dans la sélection officielle du Festival international du film de Saint-Sébastien 2017 où il obtient la Mention Spéciale du Jury. Il remporte également le Prix Irizar du meilleur film en basque.
Il remporte 10 Goyas lors de la 32e cérémonie des Goyas, où il était nommé 13 fois.

## Synopsis
Altzo, 1836. Après avoir combattu pendant la Première Guerre carliste, Martin Eleizegi retourne dans sa ferme familiale au Guipuscoa. Il découvre alors avec stupeur que son frère cadet Migel Joakin est devenu un géant. Très vite, Martin ne recherche qu'une seule chose : quitter ce monde rural qu'il juge trop étriqué, tandis que Joaquin reste attaché à son village et aux traditions familiales. Convaincu que tout le monde voudra payer pour voir l'homme le plus grand de toute la Terre, Martin embarque Jokin pour un long voyage à travers l'Europe, au cours duquel ce dernier devra affronter ses propres complexes, ses doutes et ses peurs…

## L'incroyable histoire vraie du géant basque

### Le géant d'Altzo, entre légende et réalité
Malgré l'immense popularité dont il jouissait en son temps, il existe très peu d'informations sur la vie de Joakin Eleizegi. Aucune source fiable ne corrobore les anecdotes et les histoires qu'on lui attribue. Le récit de son histoire s'est déformé avec le temps, à tel point que beaucoup de gens pensent aujourd'hui que le géant n'a jamais existé, comme s'il n'était qu'un personnage de plus de la mythologie basque.

### Un géant de 2,42 mètres
La plupart d'entre nous grandissons au cours de notre adolescence puis, à l'âge adulte, notre taille se stabilise et, enfin (du moins dans la plupart des cas), nous rapetissons au cours des dernières années de notre vie. Toutefois, même si cela ne concerne que très peu de personnes, la situation inverse peut également survenir : tandis que la plupart d'entre nous avons terminé notre croissance, ces personnes-là ne cessent de grandir jusqu'à leur mort. C'est ce qui s'appelle l'acromégalie. Bien qu'on n'ait pu à l'époque établir de diagnostic précis, il est probable que Migel Joakin Eleizegi ait souffert d'acromégalie. Il naquit en 1818 à Altzo, petit village du Guipuscoa. À l'âge de 20 ans et jusqu'à sa mort, il grandit sans cesse jusqu'à mesurer 2 mètres 42 centimètres, devenant ainsi l'homme le plus grand de son temps. Tout le monde connaissait son existence, ce qui l'amena à parcourir de nombreux pays d'Europe pour que les curieux puissent le voir de leurs propres yeux…

### Joakin et Martin, les deux faces d'une même pièce
Joakin n'est pas le seul protagoniste de cette histoire, puisque son frère Martin joue également un grand rôle. Martin, au retour de la guerre carliste, se retrouve face à un géant. Joakin a changé, mais Martin aussi ; son point de vue sur son frère et sa famille a déjà changé, et en un sens, ce géant symbolise tout ce que Martin a voulu mettre à l'écart. Joakin est comme un miroir distordant ; Martin y voit tout ce qu'il n'accepte pas de lui-même. Néanmoins, et comme par une force centripète, Martin va se sentir enchaîné au géant. D'une certaine manière, Joakin fait retourner Martin à ce lieu d'avant la guerre, à la ferme, à l'endroit même qu'il veut précisément laisser derrière lui.
Les deux frères font face à leur manière à cette réalité mouvante. Joakin est un personnage attaché aux traditions et à la maison, qu'il veut préserver de tout changement ; Martin, en revanche, adopte la position inverse : il est courageux et non-conformiste, et il veut échapper à cette réalité immuable. Paradoxalement, Joakin vit un changement permanent, bien qu'indépendamment de sa volonté, et même si Martin veut encore plus de changements dans sa vie, il se retrouve dépendant d'une forme d'immobilisme. Son bras paralysé en est le symbole. Tous deux représentent des forces à la fois contraires et complémentaires ; tels le « yin » et le « yang », chacun possède un peu de l'autre. Car en fin de compte, rien n'est entièrement pur ou inerte. Tout se transforme. C'est pourquoi, même s'ils s'opposent, nous verrons que Martin et Joakin sont de plus en plus proches, plus qu'on ne pourrait le croire. En fait, le personnage principal du film n'est ni l'un ni l'autre. Le personnage principal est cette unité qui se crée entre eux deux, un seul et même être composé de deux âmes. 

## Fiche technique
- Titre français : Handia
- Réalisation : Aitor Arregi (es) et Jon Garaño
- Scénario : Aitor Arregi (es), Jon Garaño, Jose Maria Goenaga et Andoni de Carlos
- Costumes : Saioa Lara
- Photographie : Javier Agirre
- Montage : Laurent Dufreche et Raúl López
- Musique : Pascal Gaigne
- Sociétés de production : Irusoin, Moriarti Produkzioak, Kowalski Films
- Société de distribution : Gabarra Films (France)
- Pays d'origine :  Espagne
- Format : couleur — 35 mm — Dolby Digital
- Genre : drame, historique
- Durée : 114 minutes
- Dates de sortie :
  - Espagne : 23 septembre 2017 (Festival international du film de Saint-Sébastien 2017), 20 octobre 2017 (sortie nationale)
  - France : 24 janvier 2018

## Distribution
- Ramón Agirre : Antonio Eleizegi
- Iñigo Aranburu : Arzadun
- Iñigo Azpitarte : Fernando
- Aia Kruse : Maria
- Eneko Sagardoy : Migel Joakin Eleizegi
- Joseba Usabiaga : Martin Eleizegi

## Sortie

### Handia, un film phénomène
En 2017, le géant d'Altzo embarque à nouveau pour une tournée internationale. Handia voyage de festivals en festivals, à Londres, à Milan, à Calcutta. À l'échelle du cinéma basque, le film de Jon Garaño et Aitor Arregi est un phénomène, à l'image de ce que fut Joakin Eleizegi en son temps. Il s'agit en effet du film en langue basque le plus vu de l'histoire du cinéma, totalisant près de 100 000 spectateurs quelques semaines après sa sortie en Espagne.
Il est distribué en France à partir du 24 janvier 2018 par la structure de distribution Gabarra Films (Bayonne). 

## Distinctions

### Récompenses
- Festival international du film de Saint-Sébastien 2017 : Prix spécial du Jury et Prix Irizar du Meilleur film basque.
- Noir in Festival 2017 : Prix du meilleur film[7].
- 32e cérémonie des Goyas :
  - Prix Goya du meilleur espoir masculin : Eneko Sagardoy
  - Prix Goya du meilleur scénario original : Aitor Arregi, Jon Garaño, Jose Maria Goenaga et Andoni de Carlos
  - Prix Goya de la meilleure direction artistique : Mikel Serrano
  - Prix Goya des meilleurs costumes : Saioa Lara
  - Prix Goya des meilleurs maquillages et coiffures : Ainhoa Eskisabel, Olga Cruz et Gorka Agirre
  - Prix Goya de la meilleure photographie : Javier Aguirre Erauso
  - Prix Goya du meilleur montage : Laurent Dufreche et Raúl López
  - Prix Goya des meilleurs effets visuels : Ander Sistiaga
  - Prix Goya de la meilleure direction de production : Ander Sistiaga
  - Prix Goya de la meilleure musique originale : Pascal Gaigne
- Waterloo Historical Film Festival 2018 : Clion du meilleur comédien pour Inigo Aranburu

### Nomination
- En compétition au BFI Film Festival (Londres, 2017)